# Xe đạp tại Thế vận hội Mùa hè 2016 - Đường trường cá nhân nam
Xe đạp đường trường nam là một trong 18 nội dung xe đạp của Thế vận hội Mùa hè 2016 ở Rio de Janeiro. Chặng đua diễn ra trong ngày 6 tháng Tám tại Pháo đài Copacabana người giành chiến thắng là Greg Van Avermaet của Bỉ.

## Ứng viên vô địch trước cuộc đua
Do tính chất khắc nghiệt của cuộc đua, tay đua giành được huy chương phải biết các kĩ năng leo núi và đổ đèo. Mặc dù trong danh sách những tay đua ứng viên có Chris Froome, Alejandro Valverde, Vincenzo Nibali, Michal Kwiatkowski, Rui Costa, và Romain Bardet, nhiều người tin rằng Chris Froome với sự hỗ trợ của các đồng đội từ Team Sky có thể tạo nên lịch sử: Nếu giành chiến thắng, anh trở thành người đầu tiên vô địch Tour de France và Olympic cùng một năm năm.

## Chặng đua
Chặng đua dành cho nam dài 241,5 km (150,1 mi). Bắt đầu tại Pháo đài Copacabana, đoàn đua đi về hướng tây tới Ipanema, Barra, và Bãi biển Reserva Maripendi thông qua các tuyến đường ven biển dẫn đến đoạn vòng quanh Pontal / Grumari dài 24,8 km (15,4 mi). Sau bốn vòng quanh Grumari (99,2 km trên 241,5 km), đoàn đua trở về theo hướng đông qua đoạn đường ven biển tới đoạn vòng quanh Vista Chinesa ở Gávea dài 25,7 km (16,0 mi) và đua ba vòng quanh đây (77,1 km (47,9 mi) trên 241,5 km (150,1 mi)) trước khi quay trở về vạch đích tại Pháo đài Copacabana. Cũng như tất cả các cuộc đua đường trường tại Thế vận hội, các vận động viên được hộ tống bởi lực lượng thực thi pháp luật để giữ an toàn giao thông và những người xung quanh khỏi đường nguy hiểm. Tại Thế vận hội 2016 lực lượng hộ tống toàn đua là Cảnh sát cao tốc liên bang (PRF).

## Bản đồ chặng đua xe đạp đường trường Thế vận hội 2016
|  |  |  |

## Danh sách xuất phát
Các NOC dưới đây có các tay đua vượt qua vòng loại để tranh tài tại nội dung đường trường. Các tay đua dưới đây đại diện cho NOC của họ.
| Tay đua                 | Quốc gia          |
| ----------------------- | ----------------- |
| Abderrahmane Mansouri   | Algérie           |
| Youcef Reguigui         | Algérie           |
| Daniel Díaz             | Argentina         |
| Maximiliano Richeze     | Argentina         |
| Eduardo Sepúlveda       | Argentina         |
| Rohan Dennis            | Úc                |
| Simon Clarke            | Úc                |
| Richie Porte            | Úc                |
| Scott Bowden            | Úc                |
| Stefan Denifl           | Áo                |
| Georg Preidler          | Áo                |
| Maksym Averin           | Azerbaijan        |
| Vasil Kiryienka         | Belarus           |
| Kanstantsin Sivtsov     | Belarus           |
| Philippe Gilbert        | Bỉ                |
| Serge Pauwels           | Bỉ                |
| Greg van Avermaet       | Bỉ                |
| Tim Wellens             | Bỉ                |
| Laurens De Plus         | Bỉ                |
| Óscar Soliz             | Bolivia           |
| Murilo Fischer          | Brasil            |
| Kléber Ramos            | Brasil            |
| Stefan Hristov          | Bulgaria          |
| Antoine Duchesne        | Canada            |
| Hugo Houle              | Canada            |
| Michael Woods           | Canada            |
| José Luis Rodríguez     | Chile             |
| Esteban Chaves          | Colombia          |
| Sergio Henao            | Colombia          |
| Miguel Ángel López      | Colombia          |
| Jarlinson Pantano       | Colombia          |
| Rigoberto Urán          | Colombia          |
| Andrey Amador           | Costa Rica        |
| Kristijan Đurasek       | Croatia           |
| Matija Kvasina          | Croatia           |
| Jan Bárta               | Cộng hòa Séc      |
| Leopold König           | Cộng hòa Séc      |
| Zdeněk Štybar           | Cộng hòa Séc      |
| Petr Vakoč              | Cộng hòa Séc      |
| Jakob Fuglsang          | Đan Mạch          |
| Christopher Juul-Jensen | Đan Mạch          |
| Chris Anker Sørensen    | Đan Mạch          |
| Diego Milán             | Cộng hòa Dominica |
| Byron Guamá             | Ecuador           |
| Daniel Teklehaimanot    | Eritrea           |
| Tanel Kangert           | Estonia           |
| Rein Taaramäe           | Estonia           |
| Tsgabu Grmay            | Ethiopia          |
| Julian Alaphilippe      | Pháp              |
| Romain Bardet           | Pháp              |
| Warren Barguil          | Pháp              |
| Alexis Vuillermoz       | Pháp              |
| Emanuel Buchmann        | Đức               |
| Simon Geschke           | Đức               |
| Maximilian Levy         | Đức               |
| Tony Martin             | Đức               |
| Chris Froome            | Anh Quốc          |
| Steve Cummings          | Anh Quốc          |
| Ian Stannard            | Anh Quốc          |
| Geraint Thomas          | Anh Quốc          |
| Adam Yates              | Anh Quốc          |
| Ioannis Tamouridis      | Hy Lạp            |
| Manuel Rodas            | Guatemala         |
| Cheung King Lok         | Hồng Kông         |
| Ghader Mizbani          | Iran              |
| Arvin Moazzami          | Iran              |
| Samad Pourseyedi        | Iran              |
| Dan Martin              | Ireland           |
| Nicolas Roche           | Ireland           |
| Fabio Aru               | Ý                 |
| Vincenzo Nibali         | Ý                 |
| Damiano Caruso          | Ý                 |
| Alessandro De Marchi    | Ý                 |

| Tay đua               | Quốc gia    |
| --------------------- | ----------- |
| Diego Rosa            | Ý           |
| Arashiro Yukiya       | Nhật Bản    |
| Uchima Kohei          | Nhật Bản    |
| Bakhtiyar Kozhatayev  | Kazakhstan  |
| Andrey Zeits          | Kazakhstan  |
| Qëndrim Guri          | Kosovo      |
| Ariya Phounsavath     | Lào         |
| Toms Skujiņš          | Latvia      |
| Aleksejs Saramotins   | Latvia      |
| Ramūnas Navardauskas  | Litva       |
| Ignatas Konovalovas   | Litva       |
| Fränk Schleck         | Luxembourg  |
| Anass Aït El Abdia    | Maroc       |
| Soufiane Haddi        | Maroc       |
| Mouhssine Lahsaini    | Maroc       |
| Luis Lemus            | México      |
| Dan Craven            | Namibia     |
| Tom Dumoulin          | Hà Lan      |
| Steven Kruijswijk     | Hà Lan      |
| Bauke Mollema         | Hà Lan      |
| Wout Poels            | Hà Lan      |
| George Bennett        | New Zealand |
| Zac Williams          | New Zealand |
| Edvald Boasson Hagen  | Na Uy       |
| Sven Erik Bystrøm     | Na Uy       |
| Vegard Stake Laengen  | Na Uy       |
| Lars Petter Nordhaug  | Na Uy       |
| Maciej Bodnar         | Ba Lan      |
| Michał Gołaś          | Ba Lan      |
| Michał Kwiatkowski    | Ba Lan      |
| Rafał Majka           | Ba Lan      |
| André Cardoso         | Bồ Đào Nha  |
| Rui Costa             | Bồ Đào Nha  |
| José Mendes           | Bồ Đào Nha  |
| Nelson Oliveira       | Bồ Đào Nha  |
| Brian Babilonia       | Puerto Rico |
| Serghei Țvetcov       | România     |
| Sergey Chernetskiy    | Nga         |
| Alexey Kurbatov       | Nga         |
| Pavel Kochetkov       | Nga         |
| Adrien Niyonshuti     | Rwanda      |
| Ivan Stević           | Serbia      |
| Patrik Tybor          | Slovakia    |
| Matej Mohorič         | Slovenia    |
| Jan Polanc            | Slovenia    |
| Primož Roglič         | Slovenia    |
| Simon Špilak          | Slovenia    |
| Daryl Impey           | Nam Phi     |
| Louis Meintjes        | Nam Phi     |
| Kim Ok-cheol          | Hàn Quốc    |
| Seo Joon-yong         | Hàn Quốc    |
| Jonathan Castroviejo  | Tây Ban Nha |
| Imanol Erviti         | Tây Ban Nha |
| Ion Izagirre          | Tây Ban Nha |
| Joaquim Rodríguez     | Tây Ban Nha |
| Alejandro Valverde    | Tây Ban Nha |
| Michael Albasini      | Thụy Sĩ     |
| Fabian Cancellara     | Thụy Sĩ     |
| Steve Morabito        | Thụy Sĩ     |
| Sébastien Reichenbach | Thụy Sĩ     |
| Ali Nouisri           | Tunisia     |
| Ahmet Örken           | Thổ Nhĩ Kỳ  |
| Onur Balkan           | Thổ Nhĩ Kỳ  |
| Andriy Hrivko         | Ukraina     |
| Denys Kostyuk         | Ukraina     |
| Andriy Khripta        | Ukraina     |
| Yousif Mirza          | UAE         |
| Brent Bookwalter      | Hoa Kỳ      |
| Taylor Phinney        | Hoa Kỳ      |
| Miguel Armando Ubeto  | Venezuela   |
| Yonathan Monsalve     | Venezuela   |

## Kết quả
Trong bảng dưới, "s.t." chỉ các tay đua cán vạch đích trong cùng một nhóm với tay đua xếp trước, do đó được tính là cùng thời gian.
| Hạng                         | Tay đua                       | Thời gian  |
| ---------------------------- | ----------------------------- | ---------- |
|                              | Greg Van Avermaet (BEL)       | 6h 10' 05" |
|                              | Jakob Fuglsang (DEN)          | s.t.       |
|                              | Rafał Majka (POL)             | + 5"       |
| 4                            | Julian Alaphilippe (FRA)      | + 22"      |
| 5                            | Joaquim Rodríguez (ESP)       | s.t.       |
| 6                            | Fabio Aru (ITA)               | s.t.       |
| 7                            | Louis Meintjes (RSA)          | s.t.       |
| 8                            | Andrey Zeits (KAZ)            | + 25"      |
| 9                            | Tanel Kangert (EST)           | + 1' 47"   |
| 10                           | Rui Costa (POR)               | + 2' 29"   |
| Phân hạng chung cuộc (11–63) |                               |            |
| 11                           | Geraint Thomas (GBR)          | s.t.       |
| 12                           | Chris Froome (GBR)            | + 2' 58"   |
| 13                           | Dan Martin (IRL)              | s.t.       |
| 14                           | Emanuel Buchmann (GER)        | s.t.       |
| 15                           | Adam Yates (GBR)              | + 3' 03"   |
| 16                           | Brent Bookwalter (Hoa Kỳ)     | + 3' 31"   |
| 17                           | Bauke Mollema (NED)           | s.t.       |
| 18                           | Kristijan Đurasek (CRO)       | s.t.       |
| 19                           | Sébastien Reichenbach (SWI)   | s.t.       |
| 20                           | Fränk Schleck (LUX)           | s.t.       |
| 21                           | Esteban Chaves (COL)          | + 3' 34"   |
| 22                           | Serge Pauwels (BEL)           | + 6' 12"   |
| 23                           | Alexis Vuillermoz (FRA)       | s.t.       |
| 24                           | Romain Bardet (FRA)           | s.t.       |
| 25                           | Simon Clarke (AUS)            | s.t.       |
| 26                           | Primož Roglič (SVN)           | + 9' 38"   |
| 27                           | Arashiro Yukiya (JPN)         | s.t.       |
| 28                           | Daryl Impey (RSA)             | s.t.       |
| 29                           | Nicolas Roche (IRL)           | s.t.       |
| 30                           | Alejandro Valverde (SPA)      | s.t.       |
| 31                           | Sergey Chernetskiy (RUS)      | s.t.       |
| 32                           | Christopher Juul-Jensen (DEN) | s.t.       |
| 33                           | George Bennett (NZL)          | + 11' 49"  |
| 34                           | Fabian Cancellara (SWI)       | s.t.       |
| 35                           | Ramūnas Navardauskas (LIT)    | + 12' 18"  |
| 36                           | André Cardoso (POR)           | s.t.       |
| 37                           | Eduardo Sepúlveda (ARG)       | s.t.       |
| 38                           | Pavel Kochetkov (RUS)         | s.t.       |
| 39                           | Steven Kruijswijk (NED)       | s.t.       |
| 40                           | Damiano Caruso (ITA)          | s.t.       |
| 41                           | Andriy Hrivko (UKR)           | + 13' 18"  |
| 42                           | Philippe Gilbert (BEL)        | s.t.       |
| 43                           | Daniel Teklehaimanot (ERI)    | + 19' 20"  |
| 44                           | Georg Preidler (AUT)          | + 19' 37"  |
| 45                           | Patrik Tybor (SVK)            | + 20' 00"  |
| 46                           | Aleksejs Saramotins (LAT)     | s.t.       |
| 47                           | Anass Aït El Abdia (MAR)      | s.t.       |
| 48                           | Lars Petter Nordhaug (NOR)    | s.t.       |
| 49                           | Kanstantsin Sivtsov (BLR)     | s.t.       |
| 50                           | Vegard Stake Laengen (NOR)    | s.t.       |
| 51                           | Ioannis Tamouridis (GRE)      | s.t.       |
| 52                           | Jan Polanc (SVN)              | s.t.       |
| 53                           | José Mendes (POR)             | s.t.       |
| 54                           | Andrey Amador (CRI)           | s.t.       |
| 55                           | Michael Woods (CAN)           | s.t.       |
| 56                           | Michał Gołaś (POL)            | s.t.       |
| 57                           | Simon Špilak (SVN)            | s.t.       |
| 58                           | Petr Vakoč (CZE)              | s.t.       |
| 59                           | Toms Skujiņš (LAT)            | s.t.       |
| 60                           | Chris Anker Sørensen (DEN)    | s.t.       |
| 61                           | Bakhtiyar Kozhatayev (KAZ)    | s.t.       |
| 62                           | Michał Kwiatkowski (POL)      | s.t.       |
| 63                           | Alessandro De Marchi (ITA)    | + 20' 05"  |
| Quá thời gian giới hạn       |                               |            |
| –                            | Murilo Fischer (BRA)          | + 31' 47"  |
| –                            | Ignatas Konovalovas (LIT)     | s.t.       |

| Không hoàn thành | Không hoàn thành                  | Không hoàn thành |
| ---------------- | --------------------------------- | ---------------- |
| –                | Jonathan Castroviejo (SPA)        | DNF              |
| –                | Imanol Erviti (SPA)               | DNF              |
| –                | Ion Izagirre (SPA)                | DNF              |
| –                | Sergio Henao (COL)                | DNF              |
| –                | Miguel Ángel López (COL)          | DNF              |
| –                | Jarlinson Pantano (COL)           | DNF              |
| –                | Rigoberto Urán (COL)              | DNF              |
| –                | Warren Barguil (FRA)              | DNF              |
| –                | Steve Cummings (GBR)              | DNF              |
| –                | Ian Stannard (GBR)                | DNF              |
| –                | Rohan Dennis (AUS)                | DNF              |
| –                | Scott Bowden (AUS)                | DNF              |
| –                | Richie Porte (AUS)                | DNF              |
| –                | Laurens De Plus (BEL)             | DNF              |
| –                | Tim Wellens (BEL)                 | DNF              |
| –                | Tom Dumoulin (NED)                | DNF              |
| –                | Wout Poels (NED)                  | DNF              |
| –                | Vincenzo Nibali (ITA)             | DNF              |
| –                | Diego Rosa (ITA)                  | DNF              |
| –                | Michael Albasini (SWI)            | DNF              |
| –                | Steve Morabito (SWI)              | DNF              |
| –                | Simon Geschke (GER)               | DNF              |
| –                | Maximilian Levy (GER)             | DNF              |
| –                | Tony Martin (GER)                 | DNF              |
| –                | Edvald Boasson Hagen (NOR)        | DNF              |
| –                | Sven Erik Bystrøm (NOR)           | DNF              |
| –                | Maciej Bodnar (POL)               | DNF              |
| –                | Jan Bárta (CZE)                   | DNF              |
| –                | Leopold König (CZE)               | DNF              |
| –                | Zdeněk Štybar (CZE)               | DNF              |
| –                | Denys Kostyuk (UKR)               | DNF              |
| –                | Andriy Khripta (UKR)              | DNF              |
| –                | Matej Mohorič (SVN)               | DNF              |
| –                | Ghader Mizbani (IRN)              | DNF              |
| –                | Arvin Moazemi (IRN)               | DNF              |
| –                | Samad Pourseyedi (IRN)            | DNF              |
| –                | Nelson Oliveira (POR)             | DNF              |
| –                | Abderrahmane Mansouri (ALG)       | DNF              |
| –                | Youcef Reguigui (ALG)             | DNF              |
| –                | Stefan Denifl (AUT)               | DNF              |
| –                | Soufiane Haddi (MAR)              | DNF              |
| –                | Mouhssine Lahsaini (MAR)          | DNF              |
| –                | Taylor Phinney (Hoa Kỳ)           | DNF              |
| –                | Rein Taaramäe (EST)               | DNF              |
| –                | Zac Williams (NZL)                | DNF              |
| –                | Antoine Duchesne (CAN)            | DNF              |
| –                | Hugo Houle (CAN)                  | DNF              |
| –                | Vasil Kiryienka (BLR)             | DNF              |
| –                | Uchima Kohei (JPN)                | DNF              |
| –                | Kim Ok-cheol (KOR)                | DNF              |
| –                | Seo Joon-yong (KOR)               | DNF              |
| –                | Jonathan Monsalve (VEN)           | DNF              |
| –                | Miguel Ubeto (VEN)                | DNF              |
| –                | Matija Kvasina (CRO)              | DNF              |
| –                | Daniel Díaz (ARG)                 | DNF              |
| –                | Maximiliano Richeze (ARG)         | DNF              |
| –                | Cheung King Lok (HKG)             | DNF              |
| –                | José Luis Rodríguez Aguilar (CHI) | DNF              |
| –                | Adrien Niyonshuti (RWA)           | DNF              |
| –                | Maksym Averin (AZE)               | DNF              |
| –                | Serghei Țvetcov (ROM)             | DNF              |
| –                | Luis Lemus (MEX)                  | DNF              |
| –                | Onur Balkan (TUR)                 | DNF              |
| –                | Ahmet Örken (TUR)                 | DNF              |
| –                | Kléber Ramos (BRA)                | DNF              |
| –                | Ali Nouisri (TUN)                 | DNF              |
| –                | Stefan Hristov (BUL)              | DNF              |
| –                | Manuel Rodas (GUA)                | DNF              |
| –                | Byron Guamá (ECU)                 | DNF              |
| –                | Ivan Stević (SRB)                 | DNF              |
| –                | Tsgabu Grmay (ETH)                | DNF              |
| –                | Diego Milán (DOM)                 | DNF              |
| –                | Dan Craven (NAM)                  | DNF              |
| –                | Óscar Soliz (BOL)                 | DNF              |
| –                | Qëndrim Guri (KOS)                | DNF              |
| –                | Brian Babilonia (PUR)             | DNF              |
| –                | Yousif Mirza (UAE)                | DNF              |
| –                | Ariya Phounsavath (LAO)           | DNF              |
| –                | Alexey Kurbatov (RUS)             | DNF              |